# British Academy Film Award/Beste Hauptdarstellerin

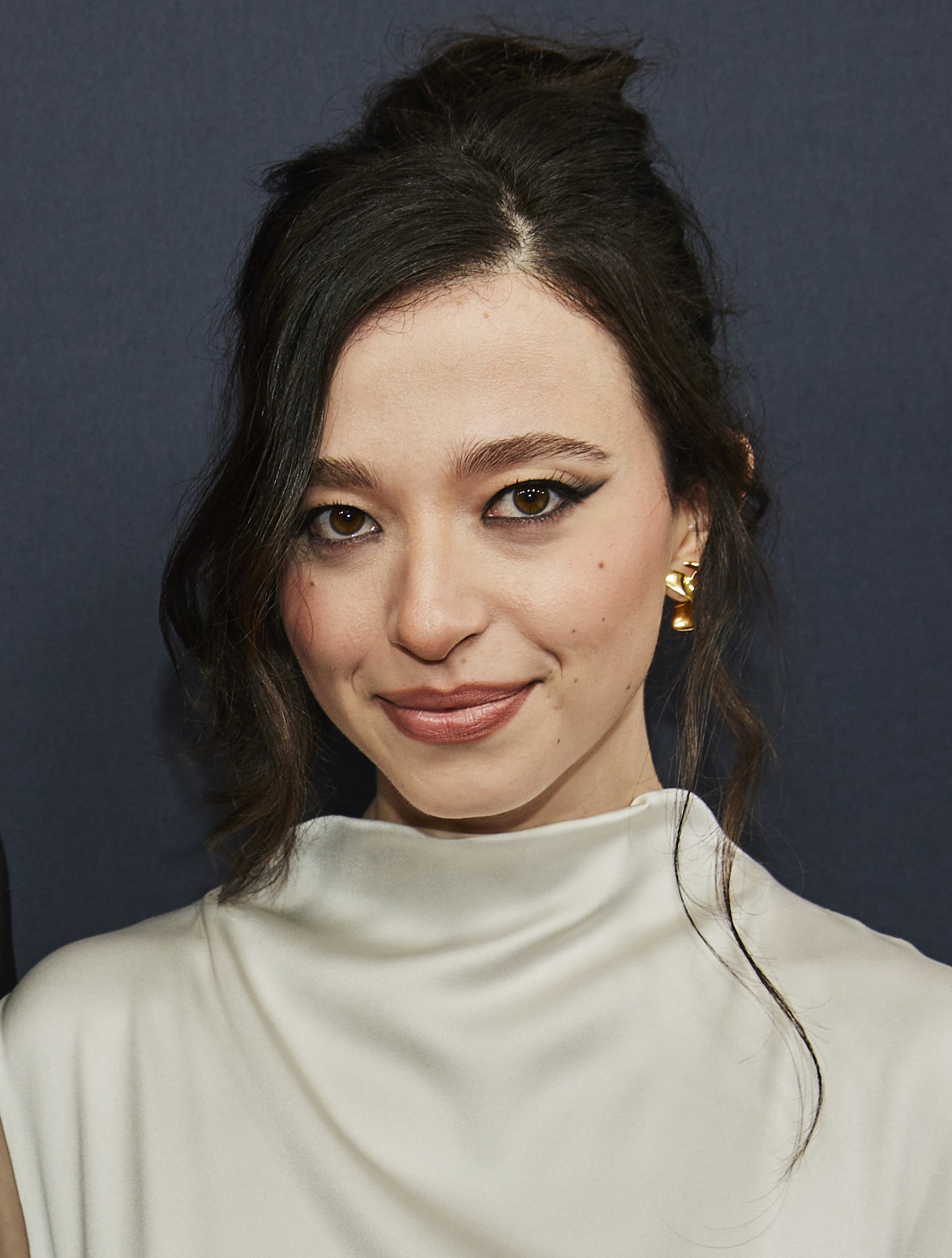
Preisträgerin des Jahres 2025: Mikey Madison (Anora)

Gewinner und Nominierte in der Kategorie Beste Hauptdarstellerin (Leading Actress) bei den British Academy Film Award (BAFTA Awards), die die herausragendsten Schauspielleistungen des vergangenen Kalenderjahres prämiert. Erstmals Darstellerpreise für Filmschauspieler wurden im Jahr 1953 verliehen, jeweils für die besten britischen und besten ausländischen Akteure. Ebenso wie bei den beiden Filmkategorien wollte man einer möglichen Vorherrschaft der ausländischen und insbesondere der US-amerikanischen Filmindustrie zuvorkommen. Dennoch gewannen 1955, 1959 und 1965 jeweils die Deutsche Cornell Borchers, die Französin Simone Signoret und die US-Amerikanerin Anne Bancroft die Auszeichnung für die beste ausländische Darstellerin, obwohl sie in britischen Filmproduktionen mitwirkten, während in selbiger Kategorie die Britin Jean Simmons 1957 und 1961 Nominierungen für ihre Arbeit im US-amerikanischen Kino zugesprochen bekam. 1963 kürte man gar die Französin Leslie Caron für die heimische Filmproduktion Das indiskrete Zimmer zur besten britischen Schauspielerin.
Im Jahr 1968 wurde die Preisverleihung umstrukturiert. Um Irritationen vorzubeugen, wird nur noch ein Darstellerpreis vergeben. Ebenso variiert seit diesem Zeitpunkt nicht mehr die jährliche Anzahl an Nominierungen, die bis ins Jahr 2000 auf vier, heute auf fünf beschränkt ist. Während Cornell Borchers, Lilli Palmer und Maria Schell es in den 1950er-Jahren auf fast einige Nominierungen brachten, konnte sich nach Palmers Titelrolle in Anastasia, die letzte Zarentochter (1958) lange Zeit keine deutschsprachige Schauspielerin in die Nominiertenliste einreihen. Dies änderte sich erst 2024 mit der Doppel-Nominierung von Sandra Hüller (Anatomie eines Falls / The Zone of Interest) als beste Haupt- und Nebendarstellerin.
37 Mal stimmte die Gewinnerin mit der späteren Oscar-Preisträgerin überein, zuletzt 2024 mit dem Sieg von Emma Stone (Poor Things).
| Statistik                          | Name         | Anzahl | Jahr                                                                     |
| ---------------------------------- | ------------ | ------ | ------------------------------------------------------------------------ |
| Häufigste Auszeichnungen           | Maggie Smith | 4      | 1970, 1985, 1987, 1989                                                   |
| Häufigste Nominierungen (* = Sieg) | Meryl Streep | 12     | 1980, 1981, 1982*, 1984, 1985, 1987, 2003, 2007, 2009, 2010, 2012*, 2017 |
| Häufigste Nominierungen ohne Sieg  | Deborah Kerr | 4      | 1956, 1958, 1962, 1965                                                   |

Die unten aufgeführten Filme werden mit ihrem deutschen Verleihtitel (sofern ermittelbar) angegeben, danach folgt in Klammern in kursiver Schrift der fremdsprachige Originaltitel. Die Nennung des Originaltitels entfällt, wenn deutscher und fremdsprachiger Filmtitel identisch sind. Die Gewinner stehen hervorgehoben an erster Stelle.

## 1950er-Jahre
| Jahr | Beste britische Darstellerin | Beste ausländische Darstellerin |
| 1953 | Vivien Leigh – Endstation Sehnsucht (A Streetcar Named Desire) nominiert: Phyllis Calvert – Mandy Celia Johnson – I Believe in You Ann Todd – Der unbekannte Feind (The Sound Barrier)                                                                                            | Simone Signoret – Goldhelm (Casque d’or) nominiert: Edwige Feuillère – Olivia Katharine Hepburn – Pat und Mike (Pat and Mike) Judy Holliday – Happy-End … und was kommt dann? (The Marrying Kind) Nicole Stéphane – Die schrecklichen Kinder (Les Enfants terribles) |
| 1954 | Audrey Hepburn – Ein Herz und eine Krone (Roman Holiday) nominiert: Celia Johnson – Der Schlüssel zum Paradies (The Captain’s Paradise) | Leslie Caron – Lili nominiert: Shirley Booth – Kehr zurück, kleine Sheba (Come Back, Little Sheba) Mala Powers – The Medium Maria Schell – Das Herz aller Dinge (The Heart of the Matter) |
| 1955 | Yvonne Mitchell – Das geteilte Herz (The Divided Heart) nominiert: Brenda de Banzie – Herr im Haus bin ich (Hobson’s Choice) Audrey Hepburn – Sabrina (Sabrina Fair) Margaret Leighton – Major Carrington (Carrington V.C.) Noelle Middleton – Major Carrington (Carrington V.C.) | Cornell Borchers – Das geteilte Herz (The Divided Heart) nominiert: Shirley Booth – About Mrs. Leslie Grace Kelly – Bei Anruf Mord (Dial M for Murder) Gina Lollobrigida – Brot, Liebe und Fantasie (Pane, amore e fantasia) Judy Holliday – Eine glückliche Scheidung (Phffft) |
| 1956 | Katie Johnson – Ladykillers (The Ladykillers) nominiert: Margaret Johnston – Meine bessere Hälfte (Touch and Go) Deborah Kerr – Das Ende einer Affaire (The End of the Affair) Margaret Lockwood – Dämon der Frauen (Cast a Dark Shadow)                                          | Betsy Blair – Marty nominiert: Dorothy Dandridge – Carmen Jones Judy Garland – Ein neuer Stern am Himmel (A Star Is Born) Julie Harris – I Am a Camera Katharine Hepburn – Traum meines Lebens (Summertime) Grace Kelly – Ein Mädchen vom Lande (The Country Girl) Giulietta Masina – La Strada – Das Lied der Straße (La strada) Marilyn Monroe – Das verflixte 7. Jahr (The Seven Year Itch) |
| 1957 | Virginia McKenna – Marsch durch die Hölle (A Town Like Alice) nominiert: Dorothy Alison – Allen Gewalten zum Trotz (Reach for the Sky) Audrey Hepburn – Krieg und Frieden (War and Peace)                                                                                         | Anna Magnani – Die tätowierte Rose (The Rose Tattoo) nominiert: Carroll Baker – Baby Doll – Begehre nicht des anderen Weib (Baby Doll) Eva Dahlbeck – Das Lächeln einer Sommernacht (Sommarnattens leende) Ava Gardner – Knotenpunkt Bhowani (Bhowani Junction) Susan Hayward – Und morgen werd’ ich weinen (I’ll Cry Tomorrow) Shirley MacLaine – Immer Ärger mit Harry (The Trouble with Harry) Kim Novak – Picknick (Picnic) Marisa Pavan – Die tätowierte Rose (The Rose Tattoo) Maria Schell – Gervaise Jean Simmons – Schwere Jungs – leichte Mädchen (Guys and Dolls) |
| 1958 | Heather Sears – Esther Costello (The Story of Esther Costello) nominiert: Deborah Kerr – Anders als die anderen (Tea and Sympathy) Sylvia Syms – Die Frau im Morgenrock (Woman in a Dressing Gown)                                                                                | Simone Signoret – Die Hexen von Salem (Les Sorcières de Salem) nominiert: Augusta Dabney – That Night! Katharine Hepburn – Der Regenmacher (The Rainmaker) Marilyn Monroe – Der Prinz und die Tänzerin (The Prince and the Showgirl) Lilli Palmer – Anastasia, die letzte Zarentochter Eva Marie Saint – Giftiger Schnee (A Hatful of Rain) Joanne Woodward – Eva mit den drei Gesichtern (The Three Faces of Eve) |
| 1959 | Irene Worth – Der lautlose Krieg (Orders to Kill) nominiert: Hermione Baddeley – Der Weg nach oben (Room at the Top) Karuna Banerjee – Apus Weg ins Leben: Der Unbesiegbare (অপরাজিত) Virginia McKenna – Carve Her Name with Pride                                                  | Simone Signoret – Der Weg nach oben (Room at the Top) nominiert: Ingrid Bergman – Die Herberge zur 6. Glückseligkeit (The Inn of the Sixth Happiness) Anna Magnani – Wild ist der Wind (Wild Is the Wind) Giulietta Masina – Die Nächte der Cabiria (Le notti di Cabiria) Tatjana Samoilowa – Die Kraniche ziehen (Летят журавли) Elizabeth Taylor – Die Katze auf dem heißen Blechdach (Cat on a Hot Tin Roof) Joanne Woodward – Fenster ohne Vorhang (No Down Payment) |

## 1960er-Jahre
| Jahr | Beste britische Darstellerin | Beste ausländische Darstellerin |
| 1960 | Audrey Hepburn – Geschichte einer Nonne (The Nun’s Story) nominiert: Peggy Ashcroft – Geschichte einer Nonne (The Nun’s Story) Wendy Hiller – Getrennt von Tisch und Bett (Separate Tables) Yvonne Mitchell – Das Mädchen Saphir (Sapphire) Sylvia Syms – Straße ohne Zukunft (No Trees in the Street) Kay Walsh – Des Pudels Kern (The Horse’s Mouth) | Shirley MacLaine – Immer die verflixten Frauen (Ask Any Girl) nominiert: Ava Gardner – Das letzte Ufer (On the Beach) Susan Hayward – Laßt mich leben (I Want to Live!) Ellie Lambeti – To Telefteo psemma (To Τελευταίο Ψέμμα) Rosalind Russell – Die tolle Tante (Auntie Mame)                                                                                                  |
| 1961 | Rachel Roberts – Samstagnacht bis Sonntagmorgen (Saturday Night and Sunday Morning) nominiert: Wendy Hiller – Söhne und Liebhaber (Sons and Lovers) Hayley Mills – Alle lieben Pollyanna (Pollyanna) | Shirley MacLaine – Das Appartement (The Apartment) nominiert: Pier Angeli – Zorniges Schweigen (The Angry Silence) Melina Mercouri – Sonntags… nie! (Ποτέ την Κυριακή) Emmanuelle Riva – Hiroshima, mon amour (Hiroshima mon amour) Jean Simmons – Elmer Gantry Monica Vitti – Die mit der Liebe spielen (L’avventura)                                                            |
| 1962 | Dora Bryan – Bitterer Honig (A Taste of Honey) nominiert: Deborah Kerr – Der endlose Horizont (The Sundowners) Hayley Mills – In den Wind gepfiffen; auch: … woher der Wind weht (Whistle Down the Wind) | Sophia Loren – Und dennoch leben sie (La Ciociara) nominiert: Annie Girardot – Rocco und seine Brüder (Rocco e i suoi fratelli) Piper Laurie – Haie der Großstadt (The Hustler) Claudia McNeil – Ein Fleck in der Sonne (A Raisin in the Sun) Jean Seberg – Außer Atem (À bout de souffle)                                                                                        |
| 1963 | Leslie Caron – Das indiskrete Zimmer (The L-Shaped Room) nominiert: Virginia Maskell – The Wild and the Willing Janet Munro – Brennende Schuld (Life for Ruth) | Anne Bancroft – Licht im Dunkel (The Miracle Worker) nominiert: Anouk Aimée – Lola, das Mädchen aus dem Hafen (Lola) Harriet Andersson – Wie in einem Spiegel (Såsom i en spegel) Melina Mercouri – Phaedra Jeanne Moreau – Jules und Jim (Jules et Jim) Geraldine Page – Süßer Vogel Jugend (Sweet Bird of Youth) Natalie Wood – Fieber im Blut (Splendor in the Grass)          |
| 1964 | Rachel Roberts – Lockender Lorbeer (This Sporting Life) nominiert: Julie Christie – Geliebter Spinner (Billy Liar) Edith Evans – Tom Jones – Zwischen Bett und Galgen (Tom Jones) Sarah Miles – Der Diener (The Servant) Barbara Windsor – Sparrows Can’t Sing                                                                                         | Patricia Neal – Der Wildeste unter Tausend (Hud) nominiert: Joan Crawford – Was geschah wirklich mit Baby Jane? (What Ever Happened to Baby Jane?) Bette Davis – Was geschah wirklich mit Baby Jane? (What Ever Happened to Baby Jane?) Lee Remick – Die Tage des Weines und der Rosen (Days of Wine and Roses) Daniela Rocca – Scheidung auf italienisch (Divorzio all’italiana) |
| 1965 | Audrey Hepburn – Charade nominiert: Edith Evans – Das Haus im Kreidegarten (The Chalk Garden) Deborah Kerr – Das Haus im Kreidegarten (The Chalk Garden) Rita Tushingham – Die erste Nacht (Girl with Green Eyes) | Anne Bancroft – Schlafzimmerstreit (The Pumpkin Eater) nominiert: Ava Gardner – Die Nacht des Leguan (The Night of the Iguana) Shirley MacLaine – Das Mädchen Irma la Douce (Irma la Douce) Shirley MacLaine – Immer mit einem anderen (What a Way to Go!) |
| 1966 | Julie Christie – Darling nominiert: Julie Andrews – Nur für Offiziere (The Americanization of Emily) Julie Andrews – Meine Lieder – meine Träume (The Sound of Music) Maggie Smith – Cassidy, der Rebell (Young Cassidy) Rita Tushingham – Der gewisse Kniff (The Knack)                                                                               | Patricia Neal – Erster Sieg (In Harm’s Way) nominiert: Jane Fonda – Cat Ballou – Hängen sollst du in Wyoming (Cat Ballou) Lilja Kedrowa – Alexis Sorbas (Zorbas the Greek) Simone Signoret – Das Narrenschiff (Ship of Fools) |
| 1967 | Elizabeth Taylor – Wer hat Angst vor Virginia Woolf? (Who’s Afraid of Virginia Woolf?) nominiert: Julie Christie – Doktor Schiwago (Doctor Zhivago) Julie Christie – Fahrenheit 451 Lynn Redgrave – Georgy Girl Vanessa Redgrave – Protest (Morgan: A Suitable Case for Treatment)                                                                     | Jeanne Moreau – Viva Maria! nominiert: Brigitte Bardot – Viva Maria! Joan Hackett – Die Gruppe (The Group) |
| 1968 | Edith Evans – Flüsternde Wände (The Whisperers) nominiert: Barbara Jefford – Ulysses Elizabeth Taylor – Der Widerspenstigen Zähmung (The Taming of the Shrew) | Anouk Aimée – Ein Mann und eine Frau (Un homme et une femme) nominiert: Bibi Andersson – Syskonbädd 1782 (Geschwisterbett) (Syskonbädd 1782) Bibi Andersson – Persona Jane Fonda – Barfuß im Park (Barefoot in the Park) Simone Signoret – Anruf für einen Toten (The Deadly Affair)                                                                                              |

1969
Katharine Hepburn – Rat mal, wer zum Essen kommt (Guess Who’s Coming to Dinner) und Der Löwe im Winter (The Lion in Winter)
- Anne Bancroft – Die Reifeprüfung (The Graduate)
- Catherine Deneuve – Belle de jour – Schöne des Tages (Belle de jour)
- Joanne Woodward – Die Liebe eines Sommers (Rachel, Rachel)

## 1970er-Jahre
1970
Maggie Smith – Die besten Jahre der Miss Jean Brodie (The Prime of Miss Jean Brodie)
- Mia Farrow – Die Frau aus dem Nichts (Secret Ceremony), Rosemaries Baby (Rosemary’s Baby) und John und Mary (John and Mary)
- Glenda Jackson – Liebende Frauen (Women in Love)
- Barbra Streisand – Funny Girl und Hello, Dolly!

1971
Katharine Ross – Zwei Banditen (Butch Cassidy and the Sundance Kid) und Blutige Spur (Tell Them Willie Boy Is Here)
- Jane Fonda – Nur Pferden gibt man den Gnadenschuß (They Shoot Horses, Don’t They?)
- Goldie Hawn – Die Kaktusblüte (Cactus Flower) und Ein Mädchen in der Suppe (There’s a Girl in My Soup)
- Sarah Miles – Ryans Tochter (Ryan’s Daughter)

1972
Glenda Jackson – Sunday, Bloody Sunday (Sunday Bloody Sunday)
- Lynn Carlin – Taking Off
- Julie Christie – Der Mittler (The Go-Between)
- Jane Fonda – Klute
- Nanette Newman – Der wütende Mond (The Raging Moon)

1973
Liza Minnelli – Cabaret
- Stéphane Audran – Der Schlachter (Le Boucher)
- Anne Bancroft – Der junge Löwe (Young Winston)
- Dorothy Tutin – Savage Messiah

1974
Stéphane Audran – Der diskrete Charme der Bourgeoisie (Le charme discret de la bourgeoisie) und Vor Einbruch der Nacht (Juste avant la nuit)
- Julie Christie – Wenn die Gondeln Trauer tragen (Don’t Look Now)
- Glenda Jackson – Mann, bist du Klasse! (A Touch of Class)
- Diana Ross – Lady Sings the Blues

1975
Joanne Woodward – Sommerwünsche – Winterträume (Summer Wishes, Winter Dreams)
- Faye Dunaway – Chinatown
- Barbra Streisand – So wie wir waren (The Way We Were)
- Cicely Tyson – Die Geschichte der Jane Pittman (The Autobiography of Miss Jane Pittman)

1976
Ellen Burstyn – Alice lebt hier nicht mehr (Alice Doesn’t Live Here Anymore)
- Anne Bancroft – Das Nervenbündel (The Prisoner of Second Avenue)
- Valerie Perrine – Lenny
- Liv Ullmann – Szenen einer Ehe (Scener ur ett äktenskap)

1977
Louise Fletcher – Einer flog über das Kuckucksnest (One Flew Over The Cuckoo’s Nest)
- Lauren Bacall – Der letzte Scharfschütze (The Shootist)
- Rita Moreno – Der Mörder lauert in der Sauna (The Ritz)
- Liv Ullmann – Von Angesicht zu Angesicht (Ansikte mot ansikte)

1978
Diane Keaton – Der Stadtneurotiker (Annie Hall)
- Faye Dunaway – Network
- Shelley Duvall – Drei Frauen (3 Women)
- Lily Tomlin – Die Katze kennt den Mörder (The Late Show)

1979
Jane Fonda – Julia
- Anne Bancroft – Am Wendepunkt (The Turning Point)
- Jill Clayburgh – Eine entheiratete Frau (An Unmarried Woman)
- Marsha Mason – Der Untermieter (The Goodbye Girl)

## 1980er-Jahre
1980
Jane Fonda – Das China-Syndrom (The China Syndrome)
- Diane Keaton – Manhattan
- Maggie Smith – Das verrückte California-Hotel (California Suite)
- Meryl Streep – Die durch die Hölle gehen (The Deer Hunter)

1981
Judy Davis – Meine brillante Karriere (My Brilliant Career)
- Shirley MacLaine – Willkommen Mr. Chance (Being There)
- Bette Midler – The Rose
- Meryl Streep – Kramer gegen Kramer (Kramer vs. Kramer)

1982
Meryl Streep – Die Geliebte des französischen Leutnants (The French Lieutenant’s Woman)
- Mary Tyler Moore – Eine ganz normale Familie (Ordinary People)
- Maggie Smith – Quartett (Quartet)
- Sissy Spacek – Nashville Lady (Coal Miner’s Daughter)

1983
Katharine Hepburn – Am goldenen See (On Golden Pond)
- Diane Keaton – Reds
- Jennifer Kendal – Straße des Abschieds (36 Chowringhee Lane)
- Sissy Spacek – Vermißt (Missing)

1984
Julie Walters – Rita will es endlich wissen (Educating Rita)
- Jessica Lange – Tootsie
- Phyllis Logan – Another Time, another Place (Another Time, Another Place)
- Meryl Streep – Sophies Entscheidung (Sophie’s Choice)

1985
Maggie Smith – Magere Zeiten – Der Film mit dem Schwein (A Private Function)
- Shirley MacLaine – Zeit der Zärtlichkeit (Terms of Endearment)
- Helen Mirren – Cal
- Meryl Streep – Silkwood

1986
Peggy Ashcroft – Reise nach Indien (A Passage to India)
- Mia Farrow – The Purple Rose of Cairo
- Kelly McGillis – Der einzige Zeuge (Witness)
- Alexandra Pigg – Brief an Breshnev (A Letter to Breshnev)

1987
Maggie Smith – Zimmer mit Aussicht (Room with a View)
- Mia Farrow – Hannah und ihre Schwestern (Hannah and Her Sisters)
- Meryl Streep – Jenseits von Afrika (Out of Africa)
- Cathy Tyson – Mona Lisa

1988
Anne Bancroft – Zwischen den Zeilen (84 Charing Cross Road)
- Emily Lloyd – Wish You Were Here
- Sarah Miles – Hope and Glory
- Julie Walters – Personal Service

1989
Maggie Smith – Die große Sehnsucht der Judith Hearne (The Lonely Passion of Judith Hearne)
- Stéphane Audran – Babettes Fest (Babettes gæstebud)
- Cher – Mondsüchtig (Moonstruck)
- Jamie Lee Curtis – Ein Fisch namens Wanda (A Fish Called Wanda)

## 1990er-Jahre
1990
Pauline Collins – Shirley Valentine – Auf Wiedersehen, mein lieber Mann (Shirley Valentine)
- Glenn Close – Gefährliche Liebschaften (Dangerous Liaisons)
- Jodie Foster – Angeklagt (The Accused)
- Melanie Griffith – Die Waffen der Frauen (Working Girl)

1991
Jessica Tandy – Miss Daisy und ihr Chauffeur (Driving Miss Daisy)
- Shirley MacLaine – Grüße aus Hollywood (Postcards from the Edge)
- Michelle Pfeiffer – Die fabelhaften Baker Boys (The Fabulous Baker Boys)
- Julia Roberts – Pretty Woman

1992
Jodie Foster – Das Schweigen der Lämmer (The Silence of the Lambs)
- Geena Davis – Thelma & Louise
- Susan Sarandon – Thelma & Louise
- Juliet Stevenson – Wie verrückt & aus tiefstem Herzen (Truly, Madly, Deeply)

1993
Emma Thompson – Wiedersehen in Howards End (Howards End)
- Judy Davis – Ehemänner und Ehefrauen (Husbands and Wives)
- Tara Morice – Strictly Ballroom – Die gegen alle Regeln tanzen (Strictly Ballroom)
- Jessica Tandy – Grüne Tomaten (Fried Green Tomatoes)

1994
Holly Hunter – Das Piano (The Piano)
- Miranda Richardson – Tom & Viv
- Emma Thompson – Was vom Tage übrig blieb (The Remains of the Day)
- Debra Winger – Shadowlands

1995
Susan Sarandon – Der Klient (The Client)
- Linda Fiorentino – Die letzte Verführung (The Last Seduction)
- Irène Jacob – Drei Farben: Rot (Trois couleurs: Rouge)
- Uma Thurman – Pulp Fiction

1996
Emma Thompson – Sinn und Sinnlichkeit (Sense & Sensibility)
- Nicole Kidman – To Die For
- Helen Mirren – King George – Ein Königreich für mehr Verstand (The Madness of King George)
- Elisabeth Shue – Leaving Las Vegas

1997
Brenda Blethyn – Lügen und Geheimnisse (Secrets & Lies)
- Frances McDormand – Fargo
- Kristin Scott Thomas – Der englische Patient (The English Patient)
- Emily Watson – Breaking the Waves

1998
Judi Dench – Ihre Majestät Mrs. Brown (Mrs. Brown)
- Kim Basinger – L.A. Confidential
- Helena Bonham Carter – Wings of the Dove – Die Flügel der Taube
- Kathy Burke – Nil by Mouth

1999
Cate Blanchett – Elizabeth
- Jane Horrocks – Little Voice
- Gwyneth Paltrow – Shakespeare in Love
- Emily Watson – Hilary und Jackie (Hilary and Jackie)

## 2000er-Jahre
2000
Annette Bening – American Beauty
- Linda Bassett – East is East (East Is East)
- Julianne Moore – Das Ende einer Affäre (The End of the Affair)
- Emily Watson – Die Asche meiner Mutter (Angela’s Ashes)

2001
Julia Roberts – Erin Brockovich
- Juliette Binoche – Chocolat – Ein kleiner Biss genügt (Chocolat)
- Kate Hudson – Almost Famous – Fast berühmt (Almost Famous)
- Hilary Swank – Boys Don’t Cry
- Michelle Yeoh – Tiger & Dragon (臥虎藏龍)

2002
Judi Dench – Iris
- Nicole Kidman – The Others
- Sissy Spacek – In the Bedroom
- Audrey Tautou – Die fabelhafte Welt der Amélie (Le fabuleux destin d’Amélie Poulain)
- Renée Zellweger – Bridget Jones – Schokolade zum Frühstück (Bridget Jones’ Diary)

2003
Nicole Kidman – The Hours – Von Ewigkeit zu Ewigkeit (The Hours)
- Halle Berry – Monster’s Ball
- Salma Hayek – Frida
- Meryl Streep – The Hours – Von Ewigkeit zu Ewigkeit (The Hours)
- Renée Zellweger – Chicago

2004
Scarlett Johansson – Lost in Translation
- Scarlett Johansson – Das Mädchen mit dem Perlenohrring (Girl with a Pearl Earring)
- Anne Reid – Die Mutter – The Mother (The Mother)
- Uma Thurman – Kill Bill – Volume 1 (Kill Bill: Vol. 1)
- Naomi Watts – 21 Gramm (21 Grams)

2005
Imelda Staunton – Vera Drake
- Charlize Theron – Monster
- Kate Winslet – Vergiss mein nicht! (Eternal Sunshine of the Spotless Mind)
- Kate Winslet – Wenn Träume fliegen lernen (Finding Neverland)
- Zhang Ziyi – House of Flying Daggers (十面埋伏)

2006
Reese Witherspoon – Walk the Line
- Judi Dench – Lady Henderson präsentiert (Mrs. Henderson Presents)
- Charlize Theron – Kaltes Land (North County)
- Rachel Weisz – Der ewige Gärtner (The Constant Gardner)
- Zhang Ziyi – Die Geisha (Memoirs of a Geisha)

2007
Helen Mirren – Die Queen (The Queen)
- Penélope Cruz – Volver – Zurückkehren (Volver)
- Judi Dench – Tagebuch eines Skandals (Notes on a Scandal)
- Meryl Streep – Der Teufel trägt Prada (The Devil Wears Prada)
- Kate Winslet – Little Children

2008
Marion Cotillard – La vie en rose (La Môme)
- Cate Blanchett – Elizabeth – Das goldene Königreich (Elizabeth: The Golden Age)
- Julie Christie – An ihrer Seite (Away from Her)
- Keira Knightley – Abbitte (Atonement)
- Elliot Page[A 1] – Juno

2009
Kate Winslet – Der Vorleser (The Reader)
- Angelina Jolie – Der fremde Sohn (Changeling)
- Kristin Scott Thomas – So viele Jahre liebe ich dich (Il y a longtemps que je t’aime)
- Meryl Streep – Glaubensfrage (Doubt)
- Kate Winslet – Zeiten des Aufruhrs (Revolutionary Road)

## 2010er-Jahre
2010
Carey Mulligan – An Education
- Saoirse Ronan – In meinem Himmel (The Lovely Bones)
- Gabourey Sidibe – Precious – Das Leben ist kostbar (Precious: Based on the Novel “Push” by Sapphire)
- Meryl Streep – Julie & Julia
- Audrey Tautou – Coco Chanel – Der Beginn einer Leidenschaft (Coco avant Chanel)

2011
Natalie Portman – Black Swan
- Annette Bening – The Kids Are All Right
- Julianne Moore – The Kids Are All Right
- Noomi Rapace – Verblendung (Män som hatar kvinnor)
- Hailee Steinfeld – True Grit

2012
Meryl Streep – Die Eiserne Lady (The Iron Lady)
- Bérénice Bejo – The Artist
- Viola Davis – The Help
- Tilda Swinton – We Need to Talk About Kevin
- Michelle Williams – My Week with Marilyn

2013
Emmanuelle Riva – Liebe (Amour)
- Jessica Chastain – Zero Dark Thirty
- Marion Cotillard – Der Geschmack von Rost und Knochen (De rouille et d’os)
- Jennifer Lawrence – Silver Linings (Silver Linings Playbook)
- Helen Mirren – Hitchcock

2014
Cate Blanchett – Blue Jasmine
- Amy Adams – American Hustle
- Emma Thompson – Saving Mr. Banks
- Sandra Bullock – Gravity
- Judi Dench – Philomena

2015
Julianne Moore – Still Alice – Mein Leben ohne Gestern (Still Alice)
- Amy Adams – Big Eyes
- Felicity Jones – Die Entdeckung der Unendlichkeit (The Theory of Everything)
- Rosamund Pike – Gone Girl – Das perfekte Opfer (Gone Girl)
- Reese Witherspoon – Der große Trip – Wild (Wild)

2016
Brie Larson – Raum (Room)
- Cate Blanchett – Carol
- Saoirse Ronan – Brooklyn – Eine Liebe zwischen zwei Welten (Brooklyn)
- Maggie Smith – The Lady in the Van
- Alicia Vikander – The Danish Girl

2017
Emma Stone – La La Land
- Amy Adams – Arrival
- Emily Blunt – Girl on the Train (The Girl on the Train)
- Natalie Portman – Jackie: Die First Lady (Jackie)
- Meryl Streep – Florence Foster Jenkins

2018
Frances McDormand – Three Billboards Outside Ebbing, Missouri
- Annette Bening – Film Stars Don’t Die in Liverpool
- Sally Hawkins – Shape of Water – Das Flüstern des Wassers (The Shape of Water)
- Margot Robbie – I, Tonya
- Saoirse Ronan – Lady Bird

2019
Olivia Colman – The Favourite – Intrigen und Irrsinn (The Favourite)
Glenn Close – Die Frau des Nobelpreisträgers (The Wife)
Viola Davis – Widows – Tödliche Witwen (Widows)
Lady Gaga – A Star Is Born
Melissa McCarthy – Can You Ever Forgive Me?

## 2020er-Jahre
2020
Renée Zellweger – Judy
- Jessie Buckley – Wild Rose
- Scarlett Johansson – Marriage Story
- Saoirse Ronan – Little Women
- Charlize Theron – Bombshell – Das Ende des Schweigens (Bombshell)

2021
Frances McDormand – Nomadland
- Bukky Bakray – Rocks
- Radha Blank – Mein 40-jähriges Ich (The Forty-Year-Old Version)
- Vanessa Kirby – Pieces of a Woman
- Wunmi Mosaku – His House
- Alfre Woodard – Clemency

2022
Joanna Scanlan – After Love
- Alana Haim – Licorice Pizza
- Emilia Jones – Coda
- Lady Gaga – House of Gucci
- Renate Reinsve – Der schlimmste Mensch der Welt (Verdens verste menneske)
- Tessa Thompson – Seitenwechsel (Passing)

2023
Cate Blanchett – Tár
- Ana de Armas – Blond (Blonde)
- Viola Davis – The Woman King
- Danielle Deadwyler – Till – Kampf um die Wahrheit (Till)
- Emma Thompson – Meine Stunden mit Leo (Good Luck to You, Leo Grande)
- Michelle Yeoh – Everything Everywhere All at Once

2024
Emma Stone – Poor Things
- Fantasia Barrino – Die Farbe Lila (The Color Purple)
- Sandra Hüller – Anatomie eines Falls
- Carey Mulligan – Maestro
- Vivian Oparah – Rye Lane
- Margot Robbie – Barbie

2025
Mikey Madison – Anora
- Cynthia Erivo – Wicked
- Karla Sofía Gascón – Emilia Pérez
- Marianne Jean-Baptiste – Hard Truths
- Demi Moore – The Substance
- Saoirse Ronan – The Outrun